# Madonna di Senigallia
Madonna di Senigallia je slika italijanskega renesančnega mojstra Piera della Francesca, ki je bila končana okoli leta 1474. Nahaja se v Galleria Nazionale delle Marche, v vojvodski palači v Urbinu.

## Zgodovina
Zaradi majhnosti je bila slika namenjena zasebni pobožnosti. Prvič so jo opazili v cerkvi reda manjših bratov samostana Santa Maria delle Grazie zunaj mesta Senigallia (Marke), od koder je današnje ime. Federico Montefeltro je Senigallijo odvzel Sigismondu Malatesta: oba moža sta bila pokrovitelja Piera della Francesca. Naročilo je bilo verjetno od Giovannija della Rovere ali v njegovem imenu, zaročen leta 1474 z Giovanno Montefeltro, takrat je Federico Giovannija postavil za gospodarja Senigallia. Po ponovnem odkritju je bila slika odnesena v vojvodsko palačo v Urbinu.
Obnova v 1990-ih je pokazala visoko kakovost obdelave svetlobe Piero della Francesca , pa tudi vpliv flamskih mojstrov nanjo, tako v olju na mediju plošče kot v podrobnostih, kot so košara z laneno gazo, korale in tkanina, ki pokriva Madonino glavo. Svetloba, ki realno vstopi skozi okno na levi, je simbol spočetja Device. Posteljnina v košari je namesto tega aluzija na njeno čistost, medtem ko ovitek za hostije na polici ter ogrlica in obesek iz koral, ki jih je nosil dojenček Jezus, namiguje na evharistijsko daritev. Zagledana, premišljena nepremičnost vseh likov bi bila tudi aluzija na slednje.

## Opis
Prizor prikazuje stoječo Madono z otrokom med dvema angeloma v hiši. Rez slike je nenavaden in prikazuje protagoniste kot polovične figure, izrezane od spodnjega roba slike. Otrok pri blagoslovu drži v roki belo vrtnico, simbol deviške čistosti, medtem ko ima okoli vratu ogrlico iz rdečih biserov s koralo, arhaičen simbol zaščite dojenčkov, ki je v primeru svetih prizorov pridobil tudi slutnjo pasijona zaradi krvavo rdeče barve.
Angeli v nežno sivih in lososovo rožnatih oblačilih so zvesto vzeti z oltarne slike v Breri, tako da nekateri domnevajo, da so posredovali učenci, ki so kopirali značilnosti prejšnjega dela.
V ozadju lahko vidimo vgrajeno omaro s policami, uokvirjeno z okvirjem, izrezljano s kandelabrom, kakršen je obstajal v vojvodski palači v Urbinu (čeprav ne prikazuje nobenega posebej), medtem ko je na levi na flamski način drugo okolje, kjer skozi odprto okno prihaja dvojni sončni žarek, ki se lomi na senčni steni, še preden je osvetlil atmosferski prah vzdolž poti. Nato svetloba nariše odseve na reliefih okrasne niše, na majhnih tihožitjih košare s platneno krpo in valjaste slonokoščene škatle v garderobi ter nato v laseh, oblačilih in draguljih štirih protagonistov. Marchi je zapisal: »kot v nobenem drugem Pierovem delu ima svetloba temeljno vlogo« . Luč, ki gre skozi steklo ne da bi ga zlomila, je tudi prispodoba skrivnosti učlovečenja [4], ki gre skozi Marijino telo v spočetju in porodu, ne da bi ga kršila.
Pomanjkanje podpornih točk med figurami in prostorom preprečuje določitev medsebojne razdalje, zaradi česar se protagonisti zdijo gledalcu zelo blizu.
Kljub bogastvu analogij z oltarno podobo v Breri ima Madonna iz Senigallije zelo drugačen, bolj intimen značaj, z aluzijo na spalnico utelešenja (ki je tradicionalno prisotna v upodobitvah Oznanjenja). Flamske izpeljave so tudi uporaba orehovega lesa namesto običajnega topola, slikarska tehnika z veliko uporabo oljnih veziv, pa tudi občutljivi materialni učinki na sliki, kot so tančica na glavi Madone, bleščeča okroglost draguljev angelov in plastičnih in svetlečih gub draperije.